# 자이페르트-판 캄펀 정리
대수적 위상수학에서 자이페르트-판 캄펀 정리(-定理, 영어: Seifert–van Kampen theorem)는 위상 공간의 기본군을 두 조각으로 쪼개어 계산할 수 있게 하는 정리이다.

## 정의
위상 공간 {\displaystyle X} 및 두 부분 공간 {\displaystyle A,B\subseteq X}가 주어졌고, 다음 조건들이 성립한다고 하자.
- {\displaystyle \operatorname {int} A\cup \operatorname {int} B=X}

또한, 부분 공간 {\displaystyle C\subseteq X}가 다음 조건을 만족시킨다고 하자.
- {\displaystyle A} 또는 {\displaystyle B} 또는 {\displaystyle A\cap B}의 임의의 경로 연결 성분과의 교집합은 공집합이 아니다.

그렇다면, 자이페르트-판 캄펀 정리에 따르면 다음 명제들이 성립한다.
- {\displaystyle C}는 {\displaystyle X}의 모든 경로 연결 성분들과 교차한다.
- 포함 관계에 의하여 유도되는 다음과 같은 기본 준군의 사상들은 준군 범주에서의 밂을 이룬다.
{\displaystyle {\begin{matrix}\Pi _{1}(A\cap B,C)&\to &\Pi _{1}(A,C)\\\downarrow &&\downarrow \\\Pi _{1}(B,C)&\to &\Pi _{1}(X,C)\end{matrix}}}

특히, {\displaystyle A}와 {\displaystyle B}가 경로 연결 공간이며, {\displaystyle C=\{c\}\subseteq A\cap B}는 한원소 집합이며, {\displaystyle A\cap B}는 공집합이 아닌 경로 연결 공간이라고 하자. 그렇다면 {\displaystyle X}는 경로 연결 공간이며, 다음과 같은, 기본군의 (군의 범주에서의) 밂이 존재한다.
{\displaystyle {\begin{matrix}\pi _{1}(A\cap B,c)&\to &\pi _{1}(A,c)\\\downarrow &&\downarrow \\\pi _{1}(B,c)&\to &\pi _{1}(X,c)\end{matrix}}}

## 예

### 원
원 {\displaystyle \mathbb {S} ^{1}=\mathbb {R} /\mathbb {Z} }에서,
{\displaystyle A=(-1/3,2/3)/\mathbb {Z} \subsetneq \mathbb {S} ^{1}}
{\displaystyle B=(1/3,4/3)/\mathbb {Z} \subsetneq \mathbb {S} ^{1}}
를 생각하자. 또한
{\displaystyle C=\{0,1/2\}/\mathbb {Z} \subsetneq A\cap B}
라고 놓자. 그렇다면, {\displaystyle A}와 {\displaystyle B} 및 {\displaystyle A\cap B}의 밑점 집합 {\displaystyle C}에서의 기본 준군은 다음과 같다. (항등 사상은 생략하였다.)
{\displaystyle \Pi _{1}(A,C)\colon {\overset {0}{\bullet }}{{\xrightarrow {\phi }} \atop {\xleftarrow[{\phi ^{-1}}]{}}}{\overset {1/2}{\bullet }}}
{\displaystyle \Pi _{1}(B,C)\colon {\overset {0}{\bullet }}{{\xrightarrow {\phi '^{-1}}} \atop {\xleftarrow[{\phi '}]{}}}{\overset {1/2}{\bullet }}}
{\displaystyle \Pi _{1}(A\cap B,C)\colon {\overset {0}{\bullet }}\qquad {\overset {1/2}{\bullet }}}
따라서, 원의 기본은 {\displaystyle A}와 {\displaystyle B}의 준군들의 쌍대곱이다. 이 경우 항등 사상이 아닌 사상 {\displaystyle \phi '\circ \phi \colon 0\to 0}이 존재하므로, {\displaystyle \hom(0,0)} 및 {\displaystyle \hom(1/2,1/2)} 둘 다 무한 순환군 {\displaystyle \mathbb {Z} }이다. {\displaystyle 0}과 {\displaystyle 1/2}는 {\displaystyle \Pi _{1}(\mathbb {S} ^{1},\{0,1/2\})}에서 서로 동형이다. 따라서 {\displaystyle \mathbb {S} ^{1}}의 기본군은 무한 순환군이다.

### 구
2차원 이상의 초구 {\displaystyle \mathbb {S} ^{n}}에서, 세 개의 서로 다른 점 {\displaystyle a,b,c\in \mathbb {S} ^{n}}를 잡고,
{\displaystyle A=\mathbb {S} ^{n}\setminus \{a\}}
{\displaystyle B=\mathbb {S} ^{n}\setminus \{b\}}
로 놓자. 그렇다면 {\displaystyle A}와 {\displaystyle B} 둘 다 {\displaystyle n}차원 유클리드 공간 {\displaystyle \mathbb {R} ^{n}}과 위상 동형이며, 특히 축약 가능 공간이다. {\displaystyle A\cap B}는 기둥 {\displaystyle \mathbb {S} ^{n-1}\times \mathbb {R} }와 위상 동형이다.
자이페르트-판 캄펀 정리에 따라, 다음이 성립한다.
{\displaystyle \pi _{1}(\mathbb {S} ^{n},c)=\pi _{1}(A,c)*_{\pi _{1}(A\cap B,c)}\pi _{1}(B,c)}
그런데 {\displaystyle \pi _{1}(A)}와 {\displaystyle \pi _{1}(B)} 둘 다 자명군이므로, {\displaystyle \pi _{1}(\mathbb {S} ^{n})} 역시 자명군이다.

## 역사
헤르베르트 자이페르트:§3, 33–36:199와 에흐베르튀스 판 캄펀이 증명하였다. 로널드 브라운(영어: Ronald Brown)이 이를 기본 준군에 대하여 일반화하였다.

## 같이 보기
- 준군

## 참고 문헌
1. ↑  Seifert, H. (1931). “Konstruction dreidimensionaler geschlossener Raume”. 《Berichte der Sächsischen Akademie der Wissenschaften zu Leipzig, Mathematisch-Physische Klasse》 (독일어) 83: 26–66.
2. ↑  Seifert, H. (1932). “Topologie dreidimensionaler gefaserter Räume” (PDF). 《Acta Mathematica》 (독일어) 60: 147-238. doi:10.1007/BF02398271.
3. ↑  van Kampen, Egbert R. (1933). “On the connection between the fundamental groups of some related spaces”. 《American Journal of Mathematics》 (영어) 55: 261–267. JSTOR 51000091.
4. ↑  Brown, R. (1967). “Groupoids and Van Kampen’s theorem”. 《Proceedings of the London Mathematical Society (third series)》 (영어) 17 (3): 385–401. doi:10.1112/plms/s3-17.3.385.

- Hatcher, Allen (2002). 《Algebraic topology》 (영어). Cambridge: Cambridge University Press. ISBN 978-0-521-79540-1. MR 1867354. Zbl 1044.55001.